# Hemibagrus
Hemibagrus es un género de peces gato (orden Siluriformes) que se ubica dentro de la familia Bagridae y se distribuye en el sudeste asiático, India y el sur de China. Los miembros de este género se encuentran por doquier en los drenajes al este de la cuenca de los ríos Ganges -Brahmaputra y al sur de al cuenca del río Yangtze, y alcanzan su mayor diversidad en Sondalandia.
Este género se compone de bagres de gran tamaño. H. wyckioides es la especie de bágrido más grande de Indochina y puede alcanzar los 80 kilogramos. Incluye especies con ) cabezas planas, escudos de la cabeza rugosos y no cubiertos por la piel y una aleta adiposa moderadamente larga.
En el sudeste asiático las especies de Hemibagrus son una fuente importante de proteínas de origen animal.

## Especies
Hay 41 especies reconocidas en este género:
- Hemibagrus amemiyai (Sh. Kimura, 1934)
- Hemibagrus baramensis (Regan, 1906)
- Hemibagrus bongan (Popta, 1904)
- Hemibagrus camthuyensis V. H. Nguyễn, 2005
- Hemibagrus caveatus H. H. Ng, Wirjoatmodjo & Hadiaty, 2001
- Hemibagrus centralus Đ. Y. Mai, 1978
- Hemibagrus chiemhoaensis V. H. Nguyễn, 2005
- Hemibagrus chrysops H. H. Ng & Dodson, 1999
- Hemibagrus divaricatus H. H. Ng & Kottelat, 2013[5]
- Hemibagrus dongbacensis V. H. Nguyễn, 2005
- Hemibagrus filamentus (P. W. Fang & Chaux, 1949)
- Hemibagrus fortis (Popta, 1904)
- Hemibagrus furcatus H. H. Ng, Martin-Smith & P. K. L. Ng, 2000
- Hemibagrus gracilis P. K. L. Ng & H. H. Ng, 1995
- Hemibagrus guttatus (Lacépède, 1803)
- Hemibagrus hainanensis (T. L. Tchang, 1935)
- Hemibagrus hoevenii (Bleeker, 1846)
- Hemibagrus hongus Đ. Y. Mai, 1978
- Hemibagrus imbrifer H. H. Ng & Ferraris, 2000
- Hemibagrus johorensis (Herre, 1940)
- Hemibagrus lacustrinus H. H. Ng & Kottelat, 2013[5]
- Hemibagrus macropterus Bleeker, 1870
- Hemibagrus maydelli (Rössel, 1964)
- Hemibagrus menoda (F. Hamilton, 1822) (Menoda catfish)
- Hemibagrus microphthalmus (F. Day, 1877)
- Hemibagrus nemurus (Valenciennes, 1840) (Asian redtail catfish)
- Hemibagrus olyroides (T. R. Roberts, 1989)
- Hemibagrus peguensis (Boulenger, 1894)
- Hemibagrus planiceps (Valenciennes, 1840)
- Hemibagrus pluriradiatus (Vaillant, 1892)
- Hemibagrus punctatus (Jerdon, 1849)
- Hemibagrus sabanus (Inger & P. K. Chin, 1959)
- Hemibagrus semotus H. H. Ng & Kottelat, 2013[5]
- Hemibagrus songdaensis V. H. Nguyễn, 2005
- Hemibagrus spilopterus H. H. Ng & Rainboth, 1999
- Hemibagrus taybacensis V. H. Nguyễn, 2005
- Hemibagrus variegatus H. H. Ng & Ferraris, 2000
- Hemibagrus velox H. H. Tan & H. H. Ng, 2000
- Hemibagrus vietnamicus Đ. Y. Mai, 1978
- Hemibagrus wyckii (Bleeker, 1858)
- Hemibagrus wyckioides (P. W. Fang & Chaux, 1949)